# Mustela
Mustela é o género de mamíferos da família Mustelidae que inclui os animais popularmente designados por doninhas e furões.
As doninhas são predadores de pequeno porte, com 15 a 35 centímetros de comprimento, com corpo fusiforme e delgado, orelhas redondas e focinho curto. A pelagem destes animais é geralmente escura e espessa, mas algumas espécies apresentam a barriga branca. A sua pele é aliás a principal motivação do interesse do Homem nestes animais, uma vez que o género inclui o arminho e os visons que são uma das principais matérias primas para a indústria dos casacos de pele. Esta característica colocou em perigo a maioria destas espécies e foi responsável pela extinção do vison-marinho em 1894.
Os membros do género Mustela são predadores que se alimentam de outros pequenos mamíferos, geralmente roedores. No entanto, se houver escassez das suas presas naturais ou oportunidade, as doninhas não hesitam em atacar galinhas, coelhos ou outros animais domésticos em cativeiro. Por causa deste oportunismo, as doninhas são perseguidas como pragas em muitas zonas rurais.

## Doninhas na cultura
- O furão é um animal de estimação popular em alguns países.
- Na Idade Média considerava-se que as doninhas eram os únicos seres capazes de matar um basilisco.
- A série de desenho animado estadunidense Eu Sou o Máximo (I Am Weasel) tem uma doninha chamada Máximo como protagonista.
- Em Portugal o grupo hip-hop Da Weasel, refere-se a si próprio como a doninha.
- A escritora britânica J. K. Rowling, autora da série Harry Potter, baseou-se nas mustelas (Weasel, em inglês) para nomear a família Weasley, justamente por gostar dessa família.

## Espécies
Segundo Mammal Species of the World existem 17 espécies vivas do género:
- Mustela altaica
- Mustela erminea – Arminho
- Mustela eversmanii - Toirão-das-estepes
- Mustela kathiah
- Mustela lutreola - Vison-europeu
- Mustela lutreolina
- Mustela nigripes - Toirão-americano ou Furão-do-pé-preto
- Mustela nivalis – Doninha-anã
- Mustela nudipes
- Mustela putorius – Tourão
  - Mustela putorius furo - Furão
- Mustela sibirica
- Mustela strigidorsa
- Mustela subpalmata